# Belisana marusiki
Belisana marusiki är en spindelart som beskrevs av Huber 2005. Belisana marusiki ingår i släktet Belisana och familjen dallerspindlar. Inga underarter finns listade.